# Coleophora paramayrella
Coleophora paramayrella é uma espécie de mariposa do gênero Coleophora pertencente à família Coleophoridae.